# 苏麻喇姑
苏麻喇姑（1615年—1705年），原為蒙古族，她是清朝孝莊文皇后的侍女，出身於普通的蒙古族牧民家庭，隨孝莊陪嫁进入后金宫廷。通晓蒙满文字。曾经擔任顺治帝、康熙帝两代皇帝的启蒙老师。老年时，又抚养康熙的第十二子胤裪。
康熙四十四年(1705)九月七日，苏麻喇姑以九旬高龄去世，以嬪的禮制下葬，園寢位於清东陵风水墙外东南方向新城。

## 名字由来
苏麻喇姑蒙古原名苏墨(茉)儿(尔)(Sumal)，蒙语中意为“毛制长口袋”，这种口袋装上东西后可搭在人背上也可搭马背上，是蒙古牧民常用之物，这是她父母亲用随眼看到或随心想到的东西为孩子取的名字。直到顺治九年(1652)，她还使用着这个名字。而苏麻喇(Sumala)是满语，与“苏墨(茉)儿(尔)”意思相似，意为“半大口袋”。康熙四十四年(1705)，她去世时，便是叫苏麻喇。在乾隆《五体清文鉴》中，“苏麻喇”与“苏墨(茉)儿(尔)”是互为对应的同一词，可见苏麻喇这个名字是在保留原意的基础上由蒙语改为满语。

## 多才多艺
1636年，苏麻喇姑参与清初国服的设计。《啸亭杂录》说“国初衣冠饰样”，皆苏麻喇姑“手制”。另据《清史稿》载，“清自崇德初元，已厘定上下冠服诸制。” 

## 皇室地位
清宫中，孝庄称她为“格格”，玄烨称她为“额娘”，皇子、公主们叫“嬤嬤/苏玛拉奶奶”。“格格”“额娘”“嬤嬤”在满语中分别是“姐姐”“母亲”“奶奶、祖母等年长妇人”之意，这些称谓可窥见苏麻喇姑同皇室家族成员之间的关系。
《啸亭杂录》中提及，康熙帝年幼时，作为小皇帝的启蒙老师，“赖其训迪，手教国书”。孝庄文皇后去世后，苏麻喇姑又担任了十二皇子胤祹的养育之职，彼此共同生活近二十年。苏麻喇姑对胤祹的教养非常成功。康熙晚年，诸皇子拉党结派，十四阿哥以上完全没有介入者很少，而胤祹就是其中之一。胤祹和苏麻喇姑感情也非常深厚，他在奏折中称苏麻喇姑为“阿扎姑”。苏麻喇姑病重时，胤祹日夜看护，皇三子胤祉、皇八子胤禩奏称：“自嬤嬤生病之日起，十二阿哥即日夜守在嬤嬤身边，阿哥的福晋也昼夜在旁看护。”直至苏麻喇姑去世。

## 影视形象
- 1987年，《滿清十三皇朝》，周美玲 飾
- 1993年，《康熙大帝》，朱娜 饰
- 2000年，《懷玉公主》，趙麗蓉 饰
- 2001年，《康熙王朝》，茹萍 饰
- 2002年，《孝庄秘史》，胡静 饰
- 2018年，《苏茉儿传奇》，杜若溪 饰

## 文献資料
- 昭梿《啸亭杂录》
- 孝莊文太后身邊最神秘的女人:蘇麻喇姑 （页面存档备份，存于）